# Braunes Zypergras
Das Braune Zypergras (Cyperus fuscus), auch Schwarzbraunes Zypergras genannt, ist eine Pflanzenart aus der Gattung Zypergräser (Cyperus) innerhalb der Familie der Sauergrasgewächse (Cyperaceae).

## Beschreibung

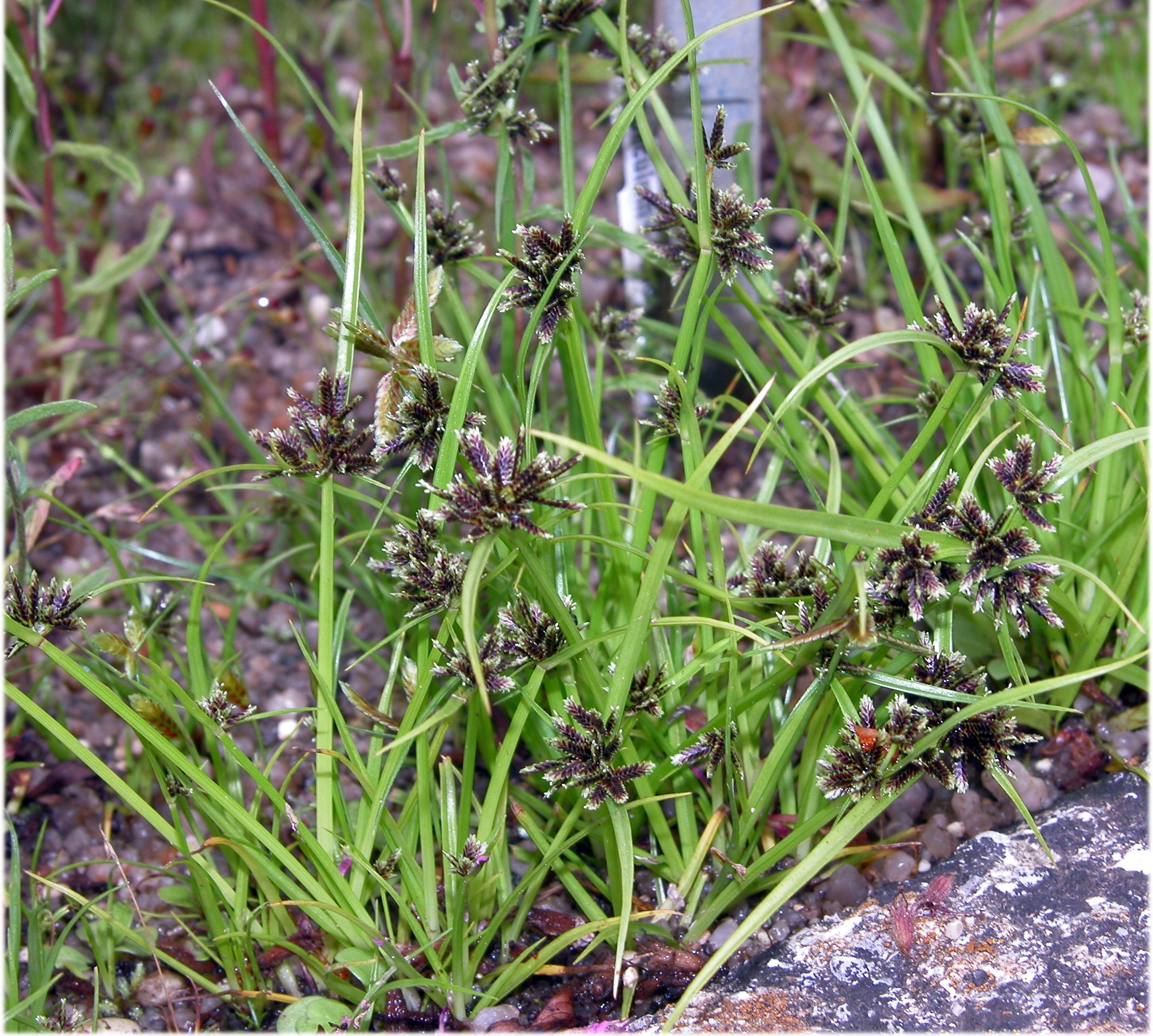
Habitus

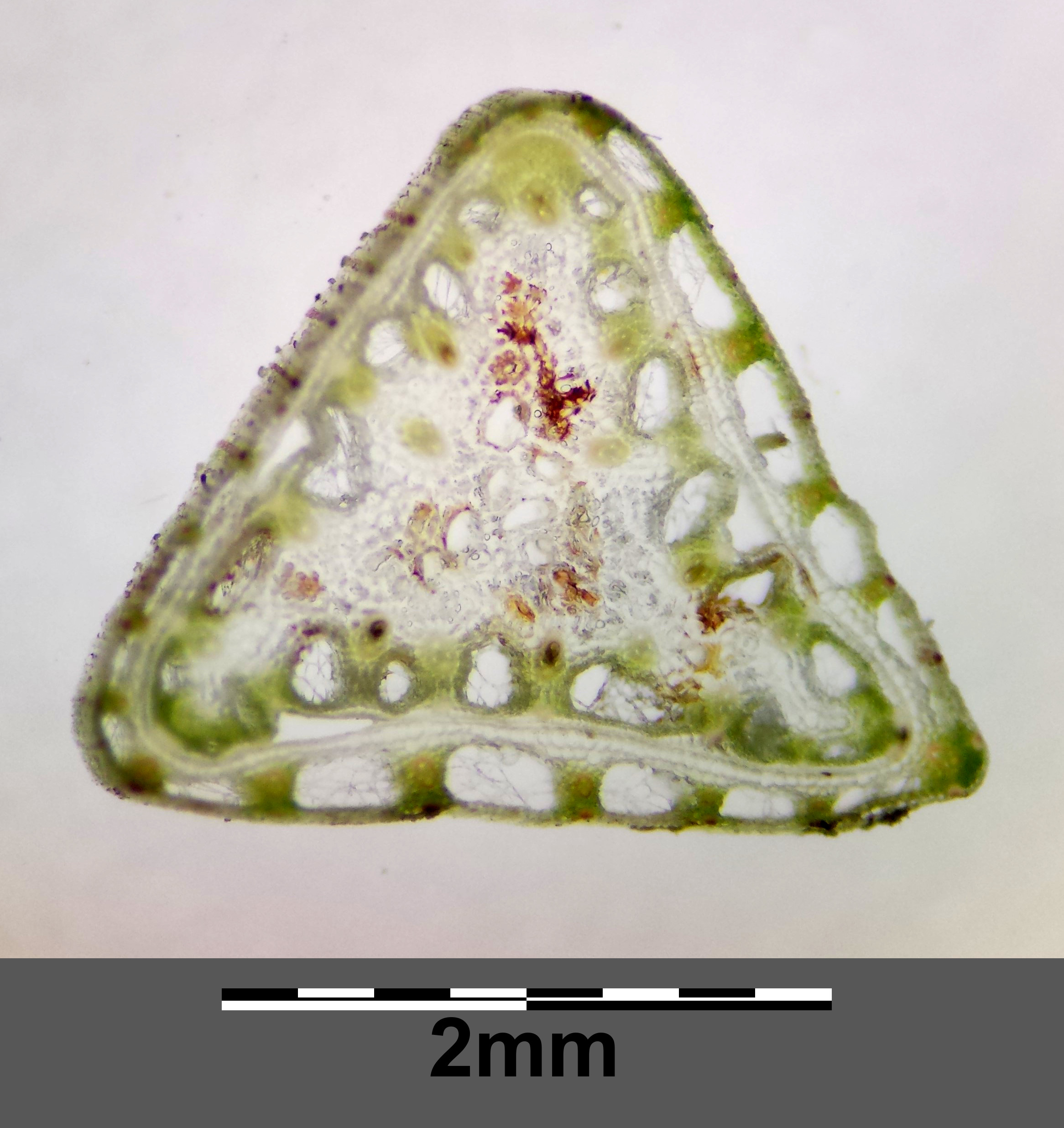
Der Stängel ist im Querschnitt scharf dreikantig.

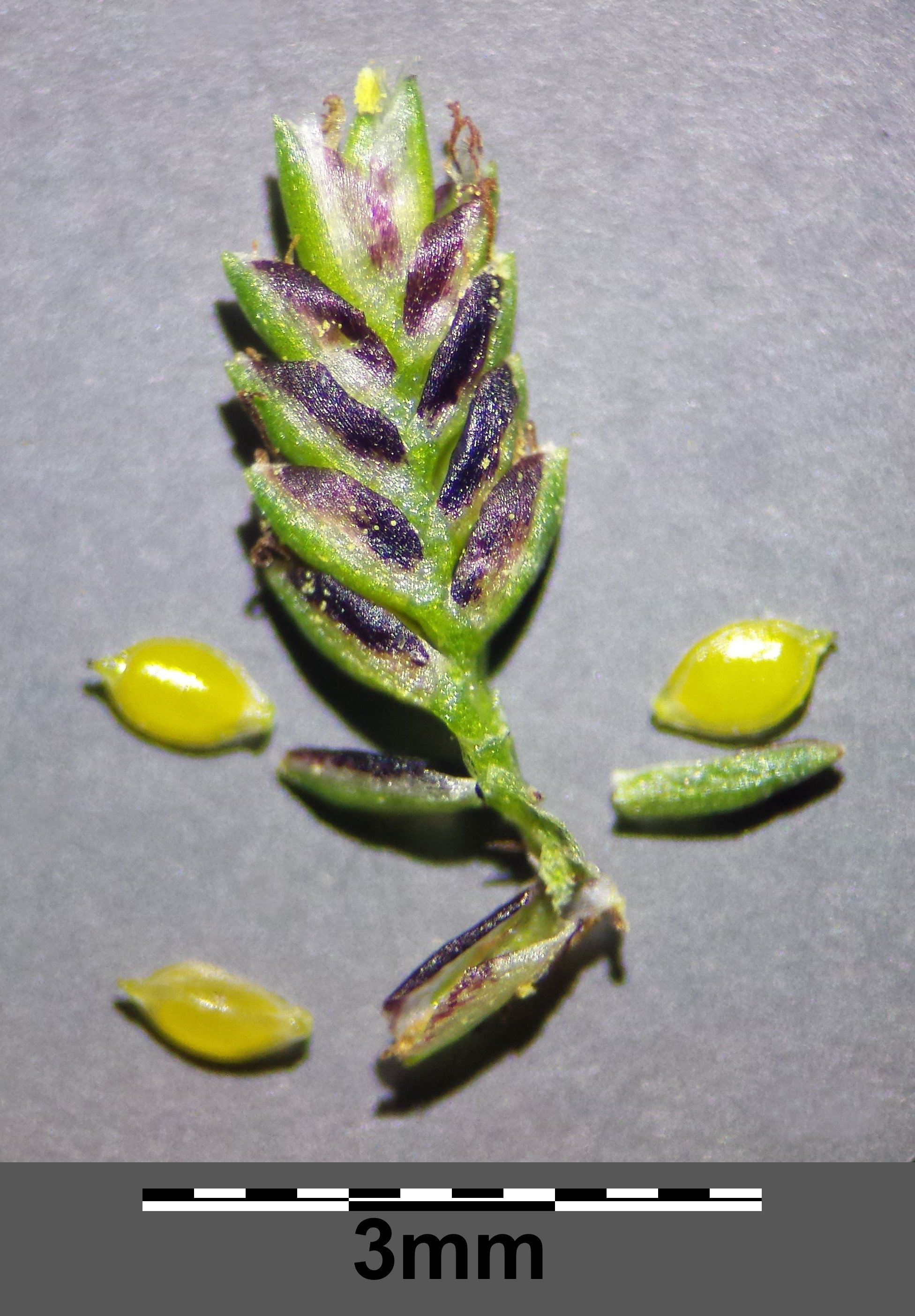
Ährchen mit Früchten, die Deckblätter sind schwarzbraun und weisen einen grünen Mittelstreifen auf.

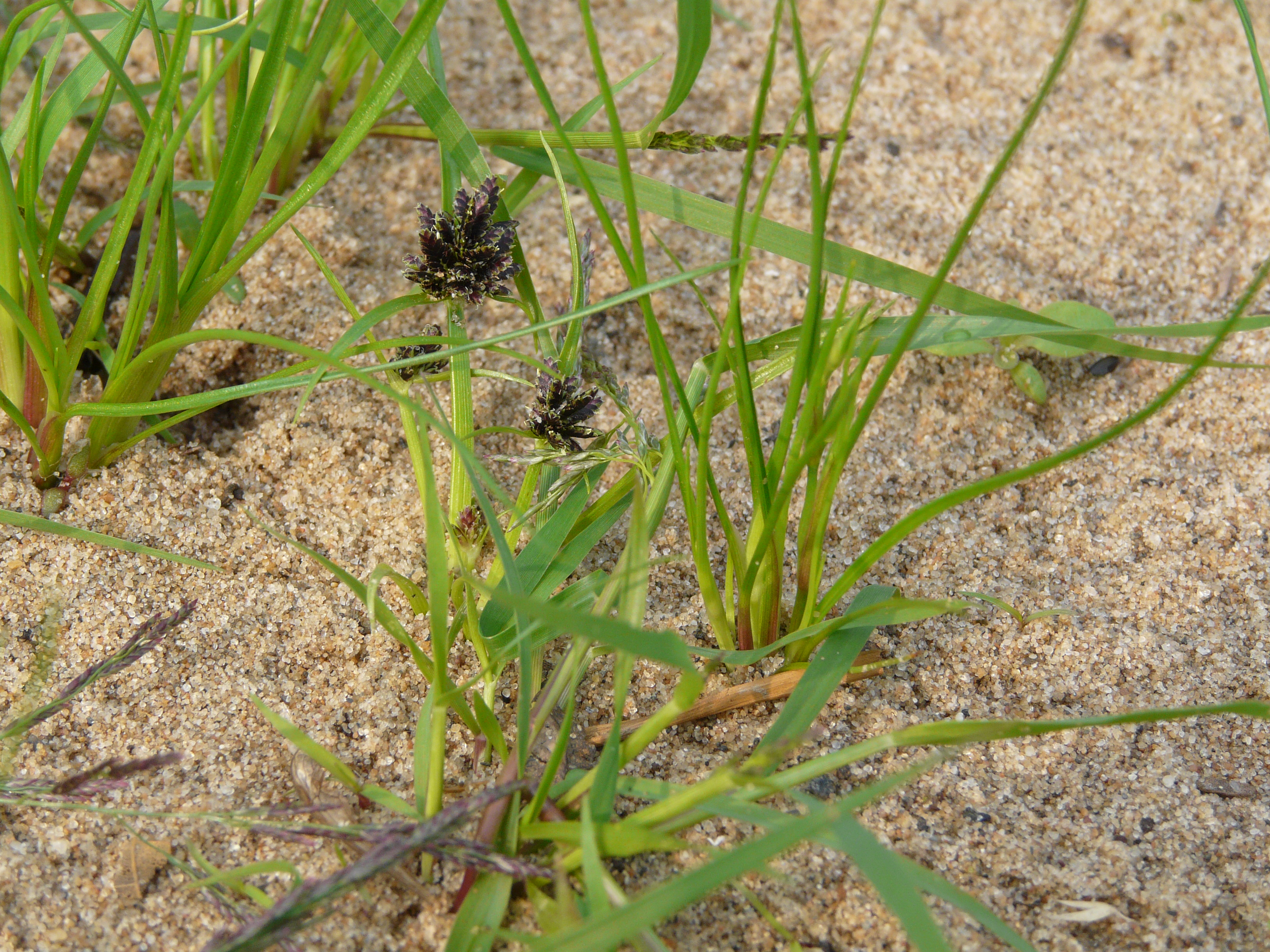
Braunes Zypergras am Strand der Elbe

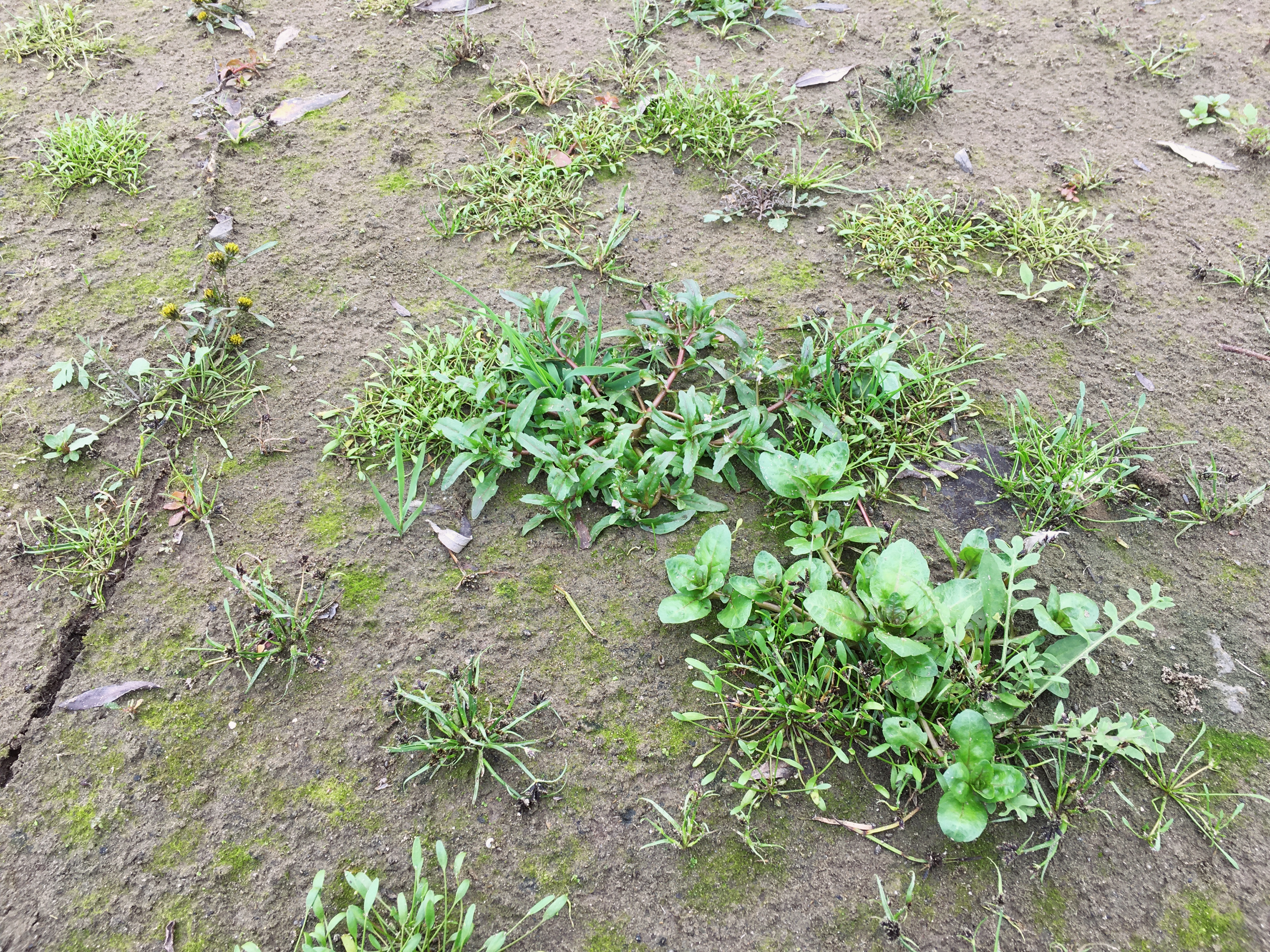
Braunes Zypergras im Biotop des Eleocharito-Limoselletum

### Vegetative Merkmale
Das Braune Zypergras erreicht Wuchshöhen von 3 bis maximal 25, selten bis zu 40 cm und ist damit ein kleinwüchsiges Sauergras. Diese einjährige krautige Pflanze bildet keine Ausläufer, aber kleine Horste. Die Wurzeln sind lebhaft schwarz-rot. Die glatten Stängel sind bei einer Dicke von 2 bis 3 Millimetern scharf-dreikantig; sie sind aus niederliegendem Grund aufrecht und tragen unterhalb der Mitte zwei oder drei Laubblätter. Die meist 2 bis zu 4, selten bis zu 5 Millimeter breiten Laubblätter sind meist so lang wie der Stängel. Sie sind glatt oder auf der Oberseite etwas rau. Die Blattscheiden der unteren Blätter sind braun bis rot-braun.

### Generative Merkmale
Die Blütezeit reicht von Juli bis Oktober. Der einfache oder zusammengesetzte Blütenstand ist eine drei- bis achtstrahlige Spirre und ist meist 2 bis 5, selten bis zu 7 Zentimeter breit. Die schwarz-roten, selten gelb-grünen Ährchen sind 3 bis 10 Millimeter lang und 1 bis 2 Millimeter breit und enthalten fünf bis 20 Blüten. Die Spelzen sind eng anliegend, bei einer Länge von etwa 1 Millimetern eiförmig bis kreisrund mit stumpfem oberen Ende und ganz kurzer, nach rückwärts gebogener Stachelspitze; sie sind dunkel-rot bis schwarz-braun und haben einen grünen Kiel. Jede Blüte enthält meist zwei Staubblätter und drei Narben.
Die gelb-braune Frucht ist mit einer Länge von etwa 1 Millimeter und einer Breite von 0,5 Millimeter scharf-dreikantig mit aufgesetzter Stachelspitze. Die Oberfläche der Frucht ist fein punktiert.
Die Chromosomenzahl beträgt 2n = 72.

## Ökologie
Das Braune Zypergras wächst an Flussufern, auf Teichböden und in Entwässerungsgräben. Es keimt nach sommerlich sinkendem Wasserstand auf schlammigen Böden oder humosen Sanden. Dort schließt die Pflanze, oftmals zwergwüchsig, den Lebenszyklus ab, bevor bei steigenden Wasserständen im Herbst die Wuchsorte überschwemmt werden. Den Winter überdauert sie als Samen (Therophyt).

## Vorkommen
Das Verbreitungsgebiet von Cyperus fuscus umfasst Europa, Makaronesien und reicht vom Mittelmeerraum und Nordafrika bis China. In Nordamerika ist diese Art ein Neophyt.
Das Braune Zypergras steigt in Südtirol am Ritten am Wolfsgrubner See bis zu einer Höhenlage von fast 1200 Meter auf, in Graubünden im Schanfigg bis 1250 Meter.
Das Braune Zypergras gedeiht auf nackten, sommerlich feuchten, nährstoffreichen, neutralen bis milden, schlammigen Sand- oder Tonböden.
Die ökologischen Zeigerwerte nach Landolt et al. 2010 sind in der Schweiz: Feuchtezahl F = 4+w+ (nass aber stark wechselnd), Lichtzahl L = 4 (hell), Reaktionszahl R = 3 (schwach sauer bis neutral), Temperaturzahl T = 4 (kollin), Nährstoffzahl N = 3 (mäßig nährstoffarm bis mäßig nährstoffreich), Kontinentalitätszahl K = 2 (subozeanisch).
Die Zwergbinsen-Teichbodengesellschaften, in denen diese Art wächst, sind auf diesen Standorten durch den jahreszeitlich schwankenden Wasserstand stabil. Sie ist eine Charakterart der Ordnung Cyperetalia fusci. und kommt als Charakterart im Cyperetum flavescentis und auch im Cypero-Limoselletum vor.
Auf diesen Standorten ist das Braune Zypergras in ganz Deutschland verbreitet, wenngleich nicht überall gleich häufig; regelmäßige Vorkommen bestehen vor allem an den Strömen.

## Taxonomie
Die Erstveröffentlichung von Cyperus fuscus erfolgte 1753 durch Carl von Linné in Species Plantarum, Tomus I, Seite 46. Synonyme für Cyperus fuscus L. sind: Cyperus virescens Hoffm., Cyperus calidus A.Kern.